# Aminopeptidase
Aminopeptidase là các enzyme xúc tác việc phân tách các amino acid từ đầu amino (đầu-N) của protein hoặc peptide (exopeptidase). Enzyme này phổ biến ở các giới động vật và thực vật và được tìm thấy trong nhiều thành phần của tế bào như bào quan, bào tương và màng. Aminopeptidase được sử dụng trong các chức năng tế bào thiết yếu. Nhiều, nhưng không phải tất cả, các peptidase này là các metaloenzyme, hay enzyme cần ion kim loại để hoạt động (ở đây là ion kẽm).
Một số aminopeptidase chỉ có một tiểu phần, một số khác lại là được cấu tạo từ các tiểu phần với khối lượng cao (50 kDa). Trình tự cDNA cho một số aminopeptidase đã được xác định và có sẵn. Cấu trúc tinh thể của Aminopeptidase 1 ERAP1 trong mạng lưới nội chất của con người được thể hiện ở đây. Trình tự amino acid được xác định trực tiếp hoặc suy ra từ cDNA cho thấy sự tương đồng trong trình tự amino acid ở các nhóm sinh vật khác nhau như Escherichia coli và động vật có vú, đặc biệt là ở các vị trí quan trọng như vị trí xúc tác hoặc vị trí liên kết ion kim loại.
Một loại aminopeptidase quan trọng là enzyme phụ thuộc kẽm được sản xuất và tiết ra bởi các tuyến của ruột non. Đó là enzyme giúp tiêu hóa trong ruột non. Các enzyme tiêu hóa cũng được sản xuất bởi các tuyến này bao gồm dipeptidase, maltase, sucrase, lactase và enterokinase.